# Eiríksjökull
L'Eiríksjökull (glacier d'Eiríkur) est un glacier d'Islande d'une superficie de 22 km2 et atteignant une altitude de 1 672 m. Un tuya actuellement éteint en termes d'activité volcanique émerge de ce glacier.